# Valentina Ponomarjova
Valentina Leonidovna Ponomarjova (ryska: Валентина Леонидовна Пономарёва), född 18 september 1933 i Moskva, död 8 november 2023, var en rysk kosmonaut, pilot och forskare som verkade i de rollerna under sovjettiden. I december 1961 godkände sovjetregeringen valet av kvinnor till kosmonaututbildning, med den uttalade avsikten att säkerställa att den första kvinnan i rymden var en sovjetisk medborgare.

## Biografi
Ponomarjova lämnade flickskola Nr 156 i Moskva med guldmedalj år 1951. Hon tog senare examen vid Moskvas flyginstitut 1957 och vid Zhukovsky-akademin, Monino 1967.
I februari 1962 valdes Ponomarjova in i en grupp av fem kvinnliga kosmonauter som utbildades för ett Vostok-uppdrag. Gruppen tillbringade flera månader i intensiv utbildning, avslutad med en utvärdering i november 1962, varefter fyra återstående kandidater kommenderades som underlöjtnant i Sovjetunionens flygvapnen. Ponomarjova placerade sig som en av de ledande kandidaterna tillsammans med Valentina Teresjkova och Irina Solovjeva, och en gemensam uppdragsprofil utvecklades som skulle leda till att två kvinnor sändes upp i rymden på ensamflygning inom Vostok-uppdraget. Äran att vara den första kvinnan i rymden skulle ges till Valentina Teresjkova som skulle starta först med Vostok 5 medan Ponomarjova skulle följa henne på en rymdtur med Vostok 6. Ponomarjova svarade emellertid inte med vanliga sovjetiska klicheer i intervjuer och hennes feminism oroade sovjetledarna, vilket ledde till att flygprogrammet ändrades i mars 1963. Vostok 5 skulle nu bära en manlig kosmonaut Valerij Bykovskij som pilot, följt av Teresjkova ombord på Vostok 6 i juni 1963. Reserv för Teresjkova var Irina Solovjeva, med Ponomarjova i en stödjande roll som "andra reserv".
Trots detta bakslag stannade Ponomarjova kvar i programmet fram till 1969. Hon var i ett skede inbokad för att flyga i ett Sojuz-uppdrag runt månen 1965 innan betydande förseningar för Sojuzfarkosterna ledde till att flygningen blev inställd. Hon skulle också leda en helt kvinnlig besättning på ett tio dagars uppdrag ombord på Voskhod 5, men programmet avbröts innan hon fick en chans att flyga. Hon pensionerade sig från kosmonautprogrammet 1969 när det blev klart att det inte längre fanns några planer för en kvinnlig Sojuz-flygning.
Ponomarjova arbetade senare med omloppsmekanik på Gagarin Training Center. Efter detta var hon forskare vid institutet för naturhistoriska vetenskaper och tog en kandidatexamen i teknisk vetenskap 1974. 
Hon gifte sig med kosmonauten Yuri Ponomarjov 1972 och paret fick två barn innan de tog ut skilsmässa. Liksom Valentina fick inte heller Yuri tillfälle att flyga i rymden, även om han var uttagen i reservbesättningen till Sojuz 18.

## Utmärkelser
Asteroiden 9609 Ponomarevalya är uppkallad efter henne.